# Manzanal de los Infantes
Manzanal de los Infantes – gmina w Hiszpanii, w prowincji Zamora, w Kastylii i León, o powierzchni 64,54 km². W 2011 roku gmina liczyła 142 mieszkańców.